# 신시아 마이어스

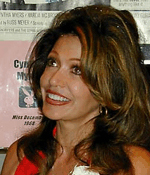

신시아 마이어스(Cynthia Myers, 1950년 9월 12일 ~ 2011년 11월 4일)는 미국의 배우, 모델, 플레이메이트, 영화배우이다.
털리도에서 태어났으며 로스앤젤레스에서 사망하였다. 사인은 폐암이다.

## 영화
- 몰리와 무법자 존 (1972년)
- 인형의 골짜기를 넘어서 (1970년)